# Placebo
Placebo (/pləˈsiːbəʊ/; в переводе с англ. — «плацебо») — британская рок-группа, исполняющая альтернативный рок и инди-рок. Сформирована в 1994 году двумя музыкантами Брайаном Молко и Стефаном Олсдалом.

## История
Placebo была сформирована в 1994 году двумя музыкантами Брайаном Молко и Стефаном Олсдалом, которые для работы над первыми демозаписями пригласили барабанщика Стива Хьюитта, но так как он не мог уделять много времени группе, вскоре перед записью дебютного альбома его заменил Роберт Шульцберг. Первоначально группа называлась Ashtray Heart.
В январе 1996 года Placebo подписывают контракт с лейблом Hut Records и 17 июля выходит дебютный альбом Placebo. После выхода альбома из-за внутренних разногласий группу покидает Роберт Шульцберг и на его место возвращается Стив Хьюитт. «The New York Times» сравнивали их с группами «первой волны рока постпанк, особенно New Order, The Cure, Siouxsie and the Banshees, ранние U2 и Talking Heads».
12 октября 1998 года Placebo выпускают свой второй альбом Without You I’m Nothing. Продюсером стал Стив Осборн, работавший с U2 и Happy Mondays. В том же году участники группы снялись в эпизодических ролях в фильме «Бархатная золотая жила».
Группа сотрудничала и выступала вместе с Дэвидом Боуи. Также Боуи совместно с Брайаном Молко исполнили песню «Without You I’m Nothing» со второго альбома группы.
Третий альбом Black Market Music группа выпускает 9 октября 2000 года.
Через три года, 24 марта 2003-го, выходит очередной альбом — Sleeping with Ghosts. 22 сентября 2003 года была выпущена специальная версия альбома, состоящая из двух дисков. На втором CD представлены 10 кавер-версий различных песен, записанных группой ранее.
Пятый альбом «Meds» увидел свет 13 марта 2006 года. Две песни из альбома были спеты дуэтом с известными исполнителями: «Meds» с Элисон Моссхарт из The Kills и «Broken Promise» с Майклом Стайпом из R.E.M..
1 октября 2007 года коллектив покидает Стив Хьюитт по причине «личных и музыкальных разногласий». 6 августа 2008 года на официальном сайте группы объявляют о новом ударнике — Стив Форрест, бывший ударник американской группы Evaline, которая играла на разогреве у Placebo в гастрольном туре по США в октябре 2006 года.
Новый альбом под названием Battle for the Sun был анонсирован в марте 2009 года, а также был объявлен полный трек-лист, включающий в себя 13 треков. Альбом вышел 8 июня 2009 года. 5 ноября 2009 года коллектив получил премию MTV EMA 2009 в номинации «Лучшая альтернативная группа».
В октябре 2012 года группа выпускает мини-альбом под названием B3, в который вошли пять треков.
Седьмой студийный альбом Loud Like Love, был записан в течение 2012—2013 годов, и выходит 16 сентября 2013 года. После записи альбома музыканты отправились в гастрольный тур, который продлился более года. За это время Placebo выступили в Австралии, Европе, России, США, Канаде.
На концертах в этом туре будут песни, которые мы поклялись больше никогда не играть. Мне кажется, настало время обратиться к тем песням, которые наши фанаты очень хотят услышать. Они были очень терпеливы по отношению к нам, ведь мы редко играем на концертах материал с наших самых коммерчески успешных альбомов… Так что если вы хотите услышать «Pure Morning» и «Nancy Boy», которые мы не играли почти десять лет и возможно уже не сыграем снова, приходите на эти концерты. Сюрпризы тоже будут.
2 февраля 2015 года группа на своём официальном сайте объявила об уходе ударника Стива Форреста, решившего воплотить «собственные музыкальные амбиции», материал для которых писал в течение последних лет. В качестве временного ударника на предстоящие в 2015 году концерты был приглашён Мэтт Ланн — бывший участник группы Colour of Fire, выступавшей на разогреве у Placebo в туре 2004 года.
В марте 2016 года группа объявила о 20-летнем юбилейном туре «20 Years Of Placebo», который начался 13 октября 2016 года с выступления в Дании. Ранее, 7 октября, группа выпустила сборник A Place for Us to Dream и мини-альбом Life’s What You Make It, на который в том числе вошла концертная запись «Twenty Years», исполненная на Вечернем Урганте.

## Выступления в России
Впервые группа выступила в России 20 июня 2001 года в Москве в Зелёном театре Парка Горького. В 2003 году группа планировала дать концерт в Москве, но в конечном счёте он был отменён. Летом 2004 года (19 июня) Placebo выступает в качестве хедлайнера на международном музыкальном фестивале «Максидром» в спорткомплексе «Олимпийский».
Весной 2007 года в туре, посвящённом альбому Meds, дают 22 и 23 мая концерты в Москве, а 25 мая в Санкт-Петербурге, где в очередной раз выступают хедлайнерами на «Максидроме».
В 2010 году в поддержку альбома Battle for the Sun группа планировала дать по концерту в Москве и Санкт-Петербурге, но в связи с тем что билеты были быстро распроданы, группа согласилась дать два концерта в Москве — 20 и 21 сентября. Отыграв пять песен в первый день выступления, группа отменила концерт из-за недомогания Брайана Молко, второй московский концерт на следующий день был отыгран полностью и без происшествий.
Осенью 2012 года группа снова выступает в Санкт-Петербурге и Москве — 16 и 18 сентября, соответственно.
В 2014 году Placebo отправляется в свой первый большой тур по городам России в поддержку седьмого альбома Loud Like Love. Группа с 6 по 18 июня посещает Красноярск (6 июня), Новосибирск (8 июня), Омск (9 июня), Екатеринбург (11 июня), Уфу (14 июня), Нижний Новгород (15 июня), Краснодар (17 июня), Воронеж (18 июня). А 5 июля выступает в Москве, где была хедлайнером фестиваля «SVOY Субботник», и 7 июля в Санкт-Петербурге. Помимо концертов группа снимала документальный фильм о гастролях по России: снимали различные места, достопримечательности, интервью и сами выступления. В результате фильм под названием Placebo: Alt.Russia был показан в Москве 30 мая 2016 года в рамках фестиваля документального кино Beat Film Festival, гостями на показе были Брайан Молко и Стефан Олсдал.
Летом 2015 года Placebo вновь выступает в Москве в Зелёном театре Парка Горького.
В 2016 году Placebo выступили в Санкт-Петербурге и Москве с 20-летним юбилейным туром — 24 и 26 октября, соответственно. Во время концерта в Москве в спорткомплексе «Олимпийский», произошёл инцидент, который привёл к давке, в связи с чем Брайану Молко пришлось на несколько минут прервать концерт, чтобы успокоить толпу фанатов группы. Поклонники, сдержав обещание, что никто не пострадает, позволили группе продолжить выступление.

#### После российского вторжения на Украину
В январе 2020 года стало известно, что Placebo станет хедлайнером открытия фестиваля Park Live-2020 в Москве, который был отменён и перенесён на  8 июля 2021, а впоследствии на 16 июня 2022 года. Однако из-за вторжения российских войск на Украину и последовавшего отказа иностранных артистов выступать в России, фестиваль был отменён.
2 сентября 2024 года группа Placebo объявила об отмене концертов в Алматы на фестивале Park Live-2024 и Тбилиси (Грузия) по «веским косвенным причинам». Группа Placebo заявлялась как один из хедлайнеров фестиваля Park Live, однако после анонса выступления, группу обвинили в скрытой поддержке России и получении гонорара от компании «спонсирующей» войну на Украине.

## Участники
Состав группы
- Брайан Молко — вокал, гитара, бас-гитара, клавишные (1994—по наст. время)
- Стефан Олсдал — бас-гитара, гитара, клавишные, бэк-вокал (1994—по наст. время)

Концертные участники
- Билл Ллойд — бас-гитара, клавишные, пианино (1996, 1998—по наст. время)
- Ник Гаврилович — гитара, слайд-гитара, клавишные, бэк-вокал (2009—по наст. время)
- Мэтт Ланн — ударные (2015—по наст. время)
- Анжела Чан — скрипка, клавишные (2017—по наст. время)

Бывшие участники
- Стив Хьюитт — ударные, перкуссия (1994, 1996—2007)
- Роберт Шультцберг — ударные, перкуссия, диджериду (1994—1996)
- Стив Форрест — ударные, перкуссия, бэк-вокал (2008—2015)

Бывшие концертные участники
- Ксавье Ройд — клавишные, бэк-вокал (2003—2005)
- Алекс Ли — гитара, клавишные, бэк-вокал (2006—2007)
- Фиона Брайс — электроскрипка, клавишные, терменвокс, перкуссия, бэк-вокал (2008—2017)

## Дискография
Студийные альбомы
- Placebo (1996)
- Without You I’m Nothing (1998)
- Black Market Music (2000)
- Sleeping with Ghosts (2003)
- Meds (2006)
- Battle for the Sun (2009)
- Loud Like Love (2013)
- Never Let Me Go (2022)